# Ancylonotopsis
Ancylonotopsis is een kevergeslacht uit de familie van de boktorren (Cerambycidae). De wetenschappelijke naam van het geslacht werd voor het eerst geldig gepubliceerd in 1938 door Breuning.

## Soorten
Ancylonotopsis omvat de volgende soorten:
- Ancylonotopsis albomarmoratus (Breuning, 1938)
- Ancylonotopsis benjamini (Breuning, 1949)
- Ancylonotopsis congoensis Breuning, 1968
- Ancylonotopsis duffyi Breuning, 1958
- Ancylonotopsis fuscosignatus Breuning, 1961
- Ancylonotopsis girardi Breuning & Teocchi, 1977
- Ancylonotopsis nigrovittipennis Breuning & Teocchi, 1977
- Ancylonotopsis parvus Breuning, 1938
- Ancylonotopsis pictoides Breuning, 1974
- Ancylonotopsis pictus Breuning, 1951
- Ancylonotopsis rothkirchi (Breuning, 1956)
- Ancylonotopsis tangai Teocchi, Jiroux & Sudre, 2007